# Friedrich Niedermayer (Architekt)

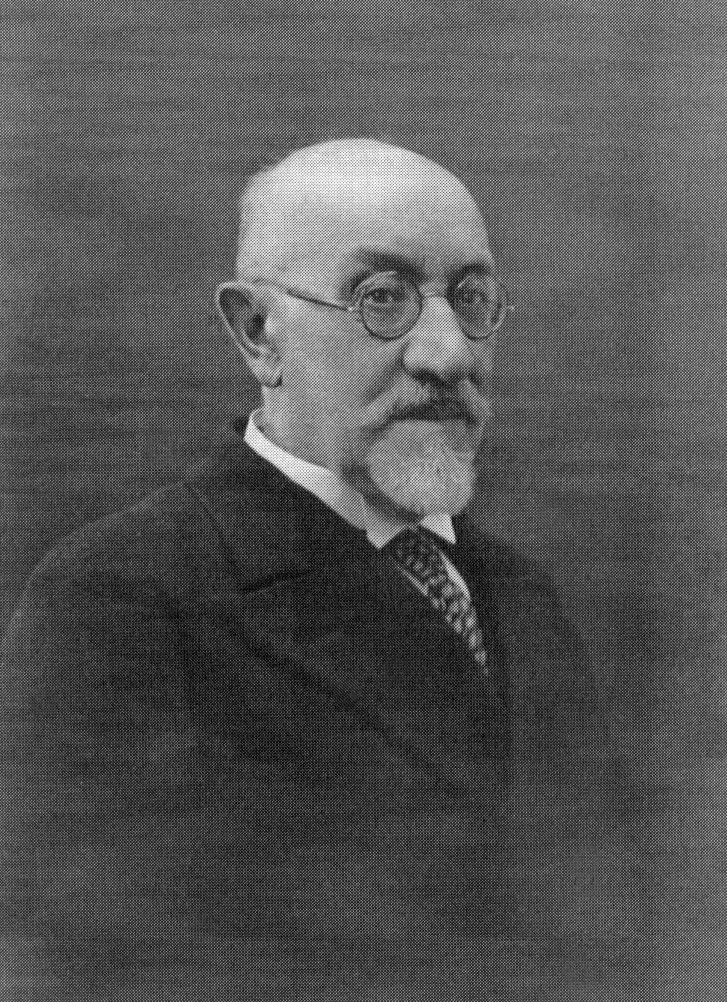
Friedrich Niedermayer

Friedrich Niedermayer (* 19. September 1856 in Straubing; † 18. Februar 1942 in Gräfelfing) war ein deutscher Architekt und bayerischer Baubeamter.

## Leben
Friedrich Niedermayer wurde durch eine spektakuläre Sturzgeburt am Hauptplatz in Straubing bei einem Zapfenstreich geboren. Er absolvierte die Lateinschule und besuchte dann das Realgymnasium in Regensburg bis zur dritten Klasse. Später studierte er an der Technischen Hochschule München zunächst Maschinenbau, wechselte aber bereits nach dem ersten Semester zum Studienfach Architektur. Während des Studiums wurde er 1876 Mitglied des Corps Ratisbonia. Anschließend wechselte der an die Kunstakademie Wien, dort wurde Friedrich von Schmidt, einer der wichtigsten Vertreter der Neugotik, sein Lehrer und Förderer. Trotzdem wandte sich Niedermayer nicht der Neugotik, sondern der Neuromanik und der Neorenaissance zu.
Nach dem Bau der Mariä-Himmelfahrt-Kirche in Pappenheim erhielt er zahlreiche Bauaufträge vom Bistum Regensburg. Am 1. Oktober 1886 wurde er als Bauamtsassessor bei der Regierung in Regensburg angestellt, ließ sich jedoch 1891 als freischaffender Architekt im Haus Ostendorfer Straße 14 (heute Richard-Wagner-Straße) nieder. Am 1. April 1898 wurde er zum Regierungs- und Kreisbauassessor, am 1. August 1899 zum Vorstand des Landbauamts Regensburg und am 27. Dezember 1907 zum Baurat ernannt. Zeitweise war er mit der Renovierung des Regensburger Doms beschäftigt.
1909 wechselte er als Regierungsbaurat nach Landshut und 1915 nach München. 1917 wurde er zum Oberregierungsrat bei der Obersten Baubehörde im bayerischen Innenministerium befördert. Am 1. April 1923 trat der mit dem Ehrentitel eines Geheimen Baurats in den Ruhestand.
Niedermayer war verheiratet mit Emme geborene Vogel. Sein Sohn war der Offizier Oskar von Niedermayer. Friedrich Niedermayer starb im Alter von 85 Jahren.
In Regensburg wurde die Ladehofstraße ihm zu Ehren 2015 in Friedrich-Niedermayer-Straße umbenannt.

## Bauten (Auswahl)
- 1886–1888: Mariä-Himmelfahrt-Kirche in Pappenheim
- 1892: Pfarr- und Messnerhaus St. Emmeram in Regensburg (Neugotik)
- 1892: Justizgebäude in Regensburg (Neorenaissance)
- 1897: Kirche St. Blasius in Raitenbuch
- 1899–1902: Kirche St. Caecilia in Regensburg
- 1901–1905: Justizgebäude mit Justizvollzugsanstalt in Regensburg
- 1902–1903: Verwaltungsgebäude der Versicherungsanstalt für Oberpfalz und Regensburg (Landesversicherungsanstalt, später Deutsche Rentenversicherung) in Regensburg, Gabelsbergerstraße 7[5]
- 1903–1905: Kirche St. Sola in Solnhofen
- 1907: Bankgebäude der Reichsbank-Nebenstelle Regensburg, Schwarze Bärenstraße 10 (nach 1945 Filiale der Landeszentralbank; Zweiflügelanlage)[2]
- 1907–1908: Lungenheilstätte in Donaustauf (heute Klinik Donaustauf)
- 1910–1911: Kirche St. Nikolaus in Pfraunfeld

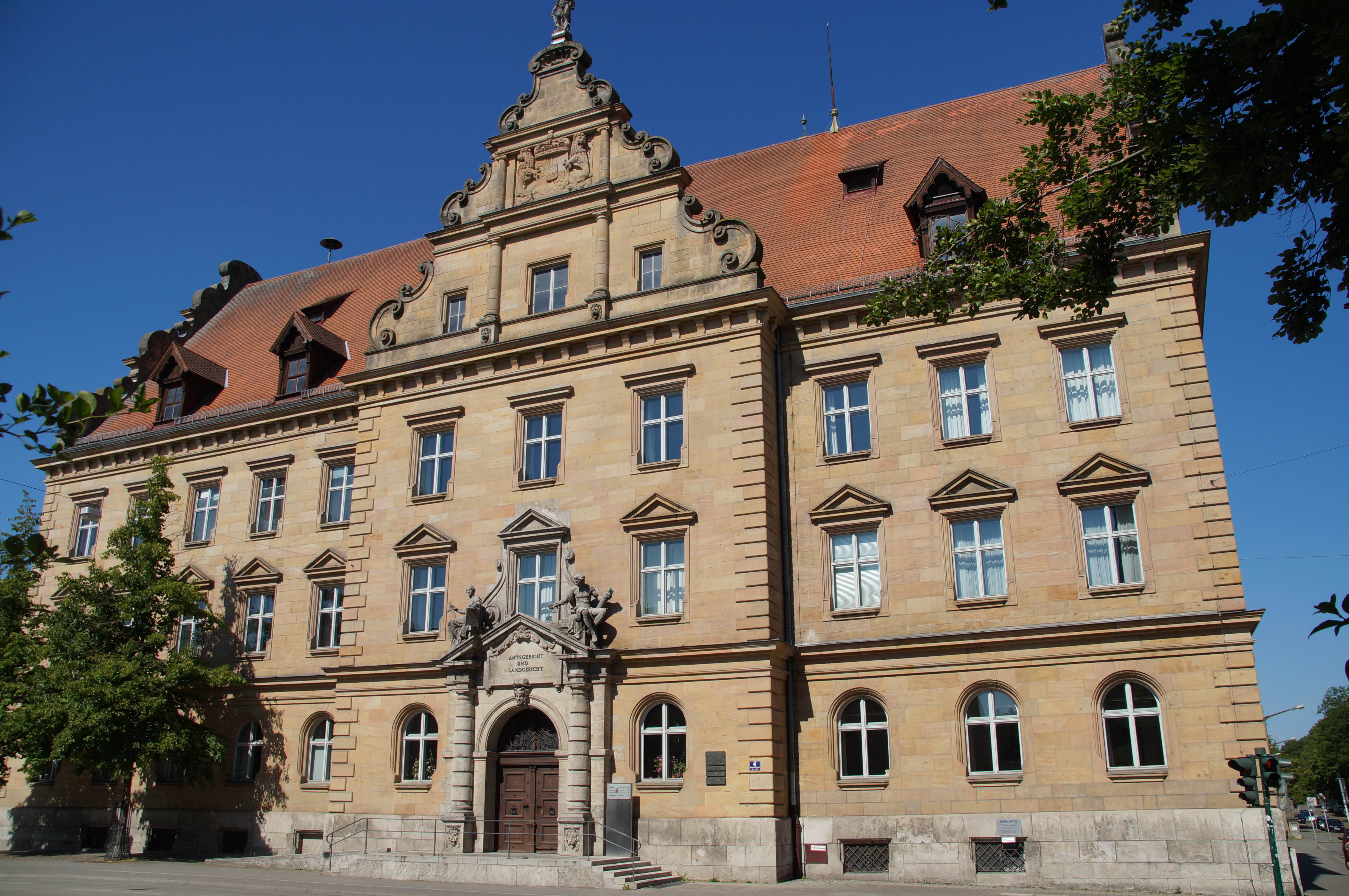
Justizgebäude in Regensburg, 1892
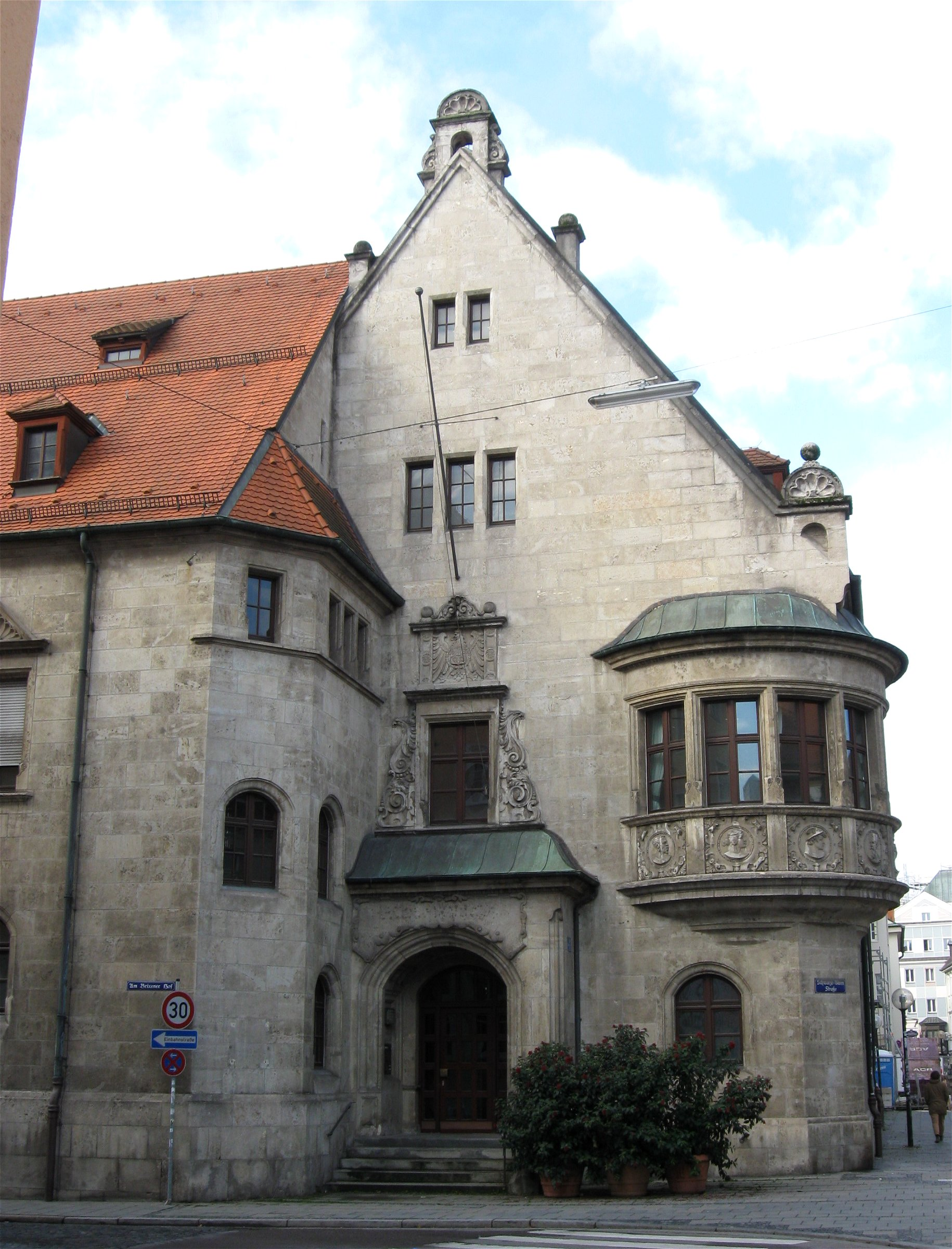
Gebäude der ehem. Reichsbank-Nebenstelle Regensburg, 1906–1907
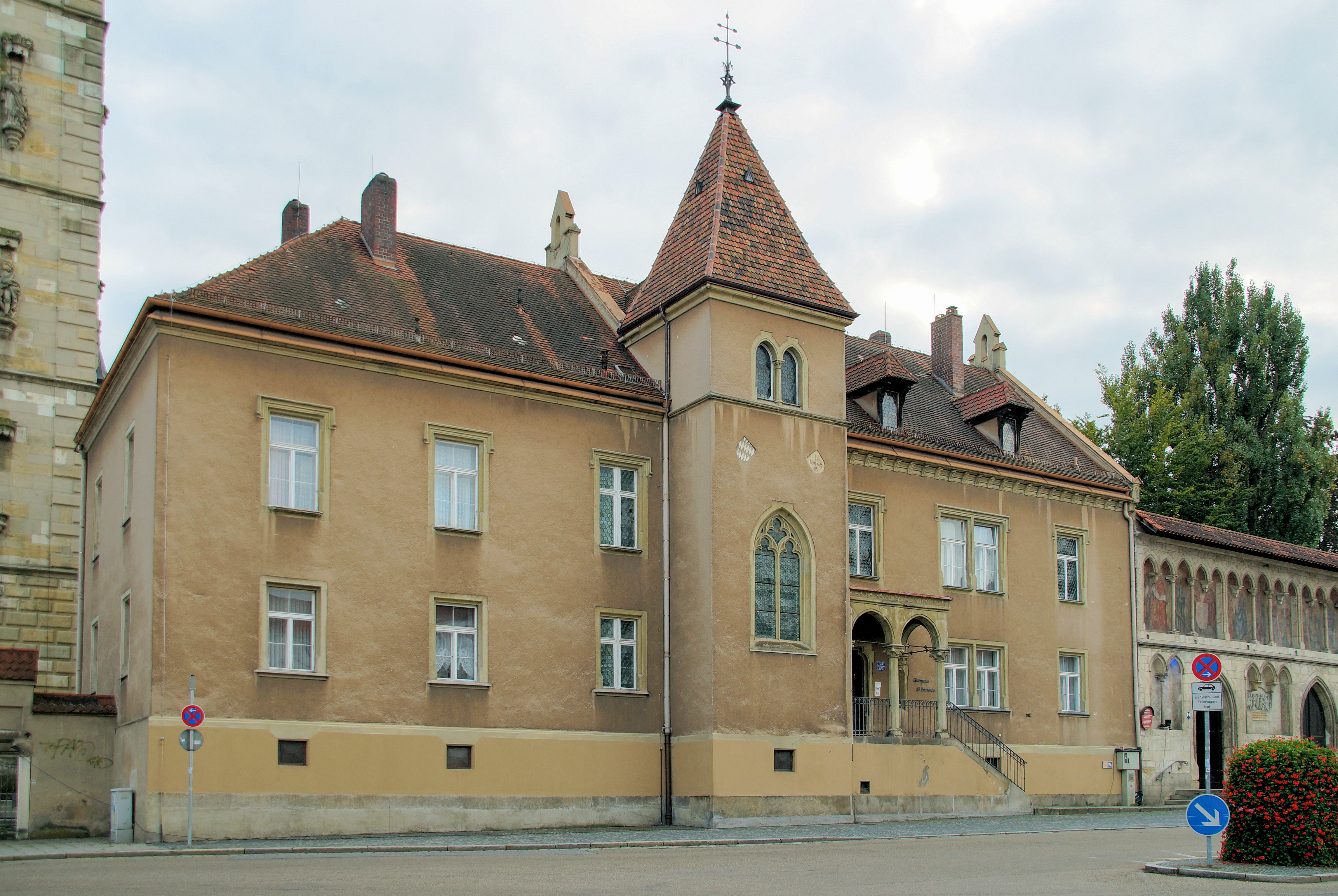
Pfarr- und Mesnerhaus St. Emmeram, 1892
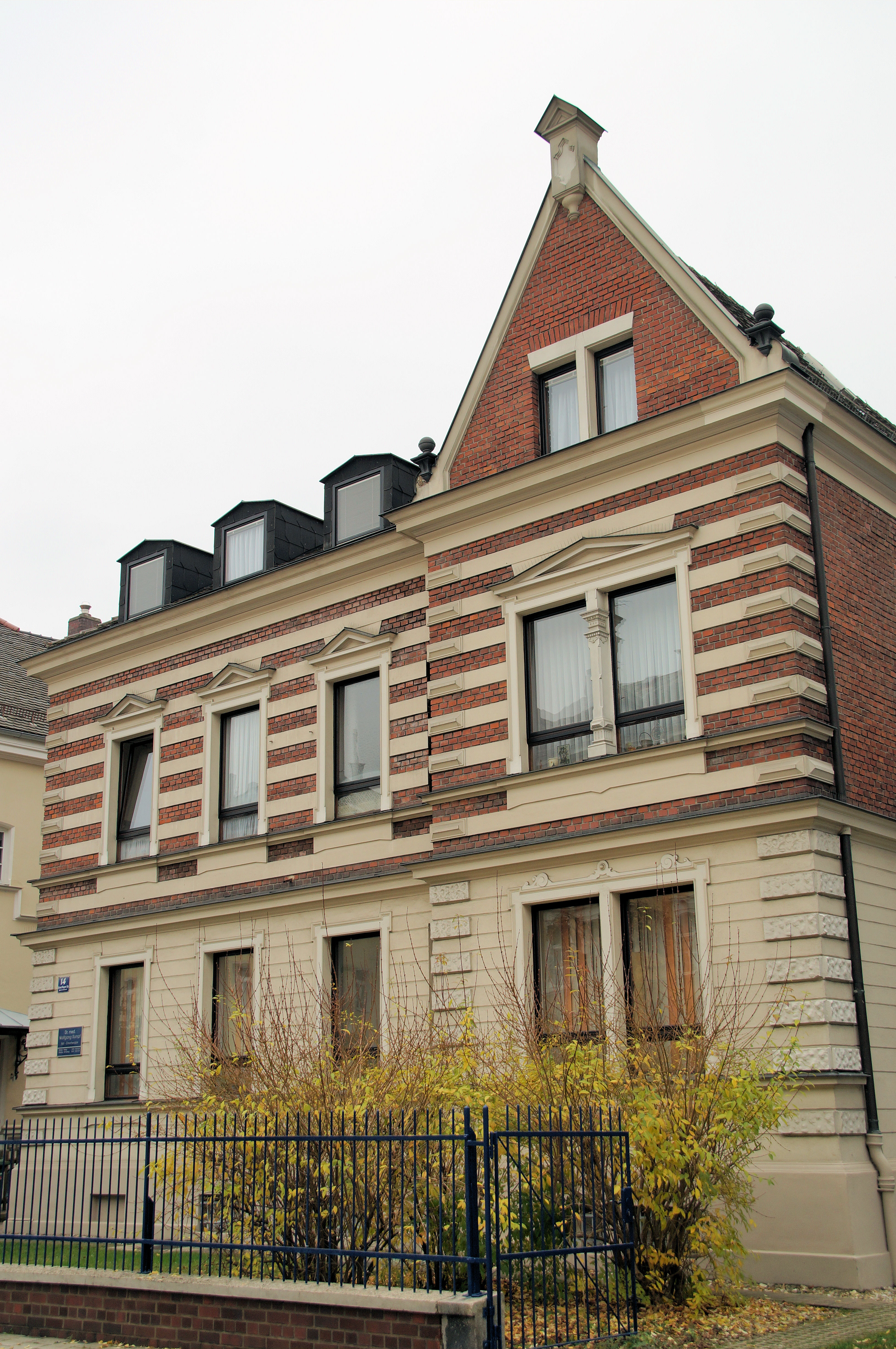
Eigenes Wohnhaus Niedermayers, 1892 nach Entwurf von Christian Zinstag